# 天主教马拉尼昂的圣路易斯总教区
天主教马拉尼昂的圣路易斯總教區（拉丁語：Archidioecesis Sancti Ludovici in Maragnano）是羅馬天主教在巴西的一個教省總教區，下轄十一個教區。
1677年4月30日設教區，時屬里斯本宗主教區。1922年2月10日升為總教區。包括馬拉尼昂州北部十市，2010年有教友953,000人，佔轄區總人口72.0%。教區下轄四十六個堂區，有七十三名司鐸。現任教區總主教為若瑟·貝利薩里奧·達席爾瓦。